# Nordlig søelefant
Den nordlige søelefant (Mirounga angustirostris) er den ene af to arter søelefanter (den anden er den sydlige søelefant), der tilhører familien ægte sæler (Phocidae). Navnet skyldes dels dyrenes størrelse, dels hannens (tyrens) oppustelige snabelagtige næse, som blandt andet anvendes i parringstiden, hvor den blæses op og er med til at skabe meget kraftige lyde. Tyrene bruger disse brøl til at komme i kontakt med hunnerne (køerne), og det er ikke ualmindeligt, at en tyr parrer sig med mere end 50 køer på en enkelt sæson.
Tyrene kan blive op til fem meter lange, mens køerne er noget mindre med en størrelse på omkring tre meter. Også vægtmæssigt er der betragtelig forskel, idet fuldvoksne tyre vejer omkring 1.800 kg, mens køerne typisk vejer omkring 650 kg.

## Levesteder
Den nordlige søelefant lever nær kysten i det østlige Stillehav fra Alaska i nord til Baja California i syd. Trods den lange strækning, de kan findes på, er der kun få større ynglesteder, primært på øer lidt uden for kysten. Fire af de større ynglesteder befinder sig ved Californiens kyst.

## Historie
I begyndelsen af det 18. århundrede foregik der intensiv jagt på den nordlige søelefant på grund af den olieholdige spæk, som var eftertragtet. Arten var nær ved at blive udryddet et par hundrede år senere, hvor det menes, at bestanden, da den var mindst, ikke oversteg 1.000 dyr. Den sidste koloni befandt sig på mexicansk område, og landets regering sørgede for at frede søelefanterne. Dette blev i begyndelsen af det 20. århundrede også tilfældet i USA, og siden er bestanden vokset og har genindtaget hele kysten. Den nuværende bestand menes at være på over 100.000 dyr.